# Principi d'identitat
El principi d'identitat és un principi clàssic de la lògica i la filosofia, segons el qual tota entitat és idèntica a si mateixa. Per exemple, Juli Cèsar és idèntic a si mateix (a Juli Cèsar), el Sol és idèntic a si mateix, aquesta illa és idèntica a si mateixa, etc. El principi d'identitat és, juntament amb el principi de no contradicció i el principi del tercer exclòs, una de les lleis clàssiques del pensament.
A lògica de primer ordre amb identitat, el principi d'identitat s'expressa:
{\displaystyle \forall x(x=x)}
És a dir: per a tota entitat x, x és idèntica a si mateixa.
No s'ha de confondre al principi d'identitat amb la següent tautologia de la lògica proposicional:
{\displaystyle (A\leftrightarrow A)}
Aquesta fórmula expressa que tota proposició és vertadera si i només si ella mateixa és veritable. Per tant, expressa una veritat sobre proposicions i els seus valors de veritat, mentre que el principi d'identitat expressa una veritat sobre tot tipus d'entitats.